# Pont medieval de Biure
El Pont medieval de Biure és una obra del municipi de Biure (Alt Empordà) inclosa en l'Inventari del Patrimoni Arquitectònic de Catalunya.

## Descripció
Està situat dins del nucli urbà de la població de Biure, a la banda de llevant del terme, damunt del riu Ricardell.
Es tracta d'un pont d'origen medieval, actualment reformat i arranjat, format per un sol ull d'arc rebaixat, en origen bastit en pedra desbastada disposada a sardinell. Presenta un reforç a l'intradós de l'arc bastit amb maons disposats a sardinell també. A la part superior presenta dues baranes de poca alçada, bastides amb el mateix tipus d'aparell que la resta de l'estructura. El paviment ha estat restituït actualment per una capa d'asfalt. Un dels capponts s'obre formant una planta en forma d'embut.
La construcció està bastida en pedra desbastada i sense treballar de diverses mides, lligada amb morter de calç i disposada irregularment. Conserva un revestiment arrebossat força degradat en diverses parts del parament.